# Masters 1978
La 9 edición de la Tennis Masters Cup se realizó del 10 al 14 de enero del 1979 en Nueva York, Estados Unidos.

## Individuales

### Clasificados
- Arthur Ashe
- John McEnroe
- Jimmy Connors
- Harold Solomon
- Brian Gottfried
- Eddie Dibbs
- Raúl Ramírez
- Corrado Barazutti

### Grupo A
| Resultados Round Robin-Win | Result-Res | -Winner-Winner-Winner-Win | -Score-Score-Score-Score |
| -------------------------- | ---------- | ------------------------- | ------------------------ |
| John McEnroe (USA)         | derrota a  | Arthur Ashe (USA)         | 6–3, 6–1                 |
| John McEnroe (USA)         | derrota a  | Jimmy Connors (USA)       | 7–5, 3–0, r              |
| John McEnroe (USA)         | derrota a  | Harold Solomon (USA)      | 6–3, 6–2                 |
| Arthur Ashe (USA)          | derrota a  | Jimmy Connors (USA)       | Walkover                 |
| Arthur Ashe (USA)          | derrota a  | Harold Solomon (USA)      | 6–1, 6–4                 |
| Jimmy Connors (USA)        | derrota a  | Harold Solomon (USA)      | 6–1, 6–2                 |

### Grupo B
| Resultados Round Robin-Win | Result-Res | -Winner-Winner-Winner-Win | -Score-Score-Score-Score |
| -------------------------- | ---------- | ------------------------- | ------------------------ |
| Brian Gottfried (USA)      | derrota a  | Eddie Dibbs (USA)         | 6–3, 6–3                 |
| Brian Gottfried (USA)      | derrota a  | Raúl Ramírez (MEX)        | 6–4, 6–1                 |
| Brian Gottfried (USA)      | derrota a  | Corrado Barazutti (ITA)   | 7–6, 6–4                 |
| Eddie Dibbs (USA)          | derrota a  | Raúl Ramírez (MEX)        | 6–0, 6–1                 |
| Eddie Dibbs (USA)          | derrota a  | Corrado Barazutti (ITA)   | 6–4, 6–4                 |
| Raúl Ramírez (MEX)         | derrota a  | Corrado Barazutti (ITA)   | 3–6, 6–3, 6–4            |

| Resultados Etapa Final-Win | -Winner-Winner-Winner-Win | Result-Res | -Winner-Winner-Winner-Win | -Score-Score-Score-Score |
| -------------------------- | ------------------------- | ---------- | ------------------------- | ------------------------ |
| Semifinal                  | Arthur Ashe (USA)         | derrota a  | Brian Gottfried (USA)     | 7-5 3-6 6-3              |
| Semifinal                  | John McEnroe (USA)        | derrota a  | Eddie Dibbs (USA)         | 6-1 6-4                  |
| Final                      | John McEnroe (USA)        | derrota a  | Arthur Ashe (USA)         | 6-7 6-3 7-5              |

| Predecesor: 1977 | ATP World Tour Finals 1978 | Sucesor: 1979 |

- Datos: Q1758219